# Korbinian Brodmann

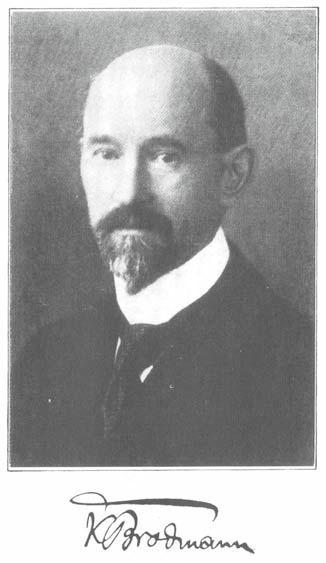
Porträt von Korbinian Brodmann

Korbinian Brodmann (* 17. November 1868 in Liggersdorf; † 22. August 1918 in München) war ein deutscher Neuroanatom und Psychiater.

## Leben
Brodmann wurde als Sohn des Landwirtes Josef Brodmann und einer Magd geboren und besuchte von 1874 bis 1880 die Volksschule in Liggersdorf/Hohenzollern, im Anschluss die Bürgerschule in Überlingen und die Gymnasien in Sigmaringen und Konstanz. Brodmann studierte von 1889 bis 1895 Medizin in München, Würzburg, Berlin und schließlich in Freiburg im Breisgau, wo er 1895 sein Studium abschloss. 1895 erfolgte die Approbation zum Arzt. Anschließend arbeitete Brodmann für einige Wochen als praktischer Arzt im Schwarzwald. Das Sommersemester 1895 verbrachte er an der Universität Lausanne (Schweiz), wo er zwar Vorlesungen besuchte, jedoch nicht als Student eingeschrieben war. Im Wintersemester 1895/96 begann Brodmann als Volontär an der Kinderpoliklinik des Reisingerianums am Universitätsklinikum München zu arbeiten. Während dieser Zeit erkrankte er an Diphtherie und nahm, wie Oskar Vogt in seinem Nachruf auf Brodmann schrieb, „zu seiner Erholung“ eine Assistentenstelle an der von ihm geleiteten Nervenheilanstalt in Alexandersbad im Fichtelgebirge an. Nach seinem Aufenthalt in Bad Alexandersbad verbrachte Brodmann das Wintersemester 1896/97 in Berlin, bevor er nach Leipzig wechselte, wo er am Pathologischen Institut der Universität Leipzig arbeitete. 1898 erwarb er den Dr. med. an der Universität Leipzig mit einer Arbeit über die chronische Ependymsklerose. Von 1898 bis 1900 arbeitete Brodmann als Assistenzarzt an der Psychiatrischen Klinik der Universität Jena unter Otto Binswanger. Im Juni 1900 begann Brodmann seine Arbeit an der Städtischen Nervenklinik in Frankfurt am Main. Dort traf er 1901 auf Alois Alzheimer, der ihn ermutigte, sich mit neurowissenschaftlicher Grundlagenforschung zu beschäftigen.
Infolge dieser Anregung ging Brodmann von August 1901 bis Oktober 1910 zu Oskar Vogt an das private Institut Neurologische Zentralstation in Berlin, aus dem 1902 das Neurobiologische Laboratorium der Universität Berlin und 1915 das Kaiser-Wilhelm-Institut für Hirnforschung hervorging. 1909 erstellte er an diesem Institut auch sein Hauptwerk „Vergleichende Lokalisationslehre der Großhirnrinde“. Seine Habilitationsschrift „Die cytoarchitektonische Kortexgliederung der Halbaffen“, die Grundlage für die später nach ihm benannte Einteilung der Großhirnrinde in Felder, wurde von der Berliner Fakultät abgelehnt.
Im Laufe der Zeit verschlechterte sich das Verhältnis zwischen Brodmann und Vogt zunehmend. Diese Entwicklung resultierte schließlich in einem Schreiben Vogts an Brodmann, in dem Vogt die Entlassung Brodmanns zum 1. August 1910 ankündigte. Brodmann bat Vogt darum, die Kündigung zunächst zurückzunehmen und bot ihm dafür an, zum 1. Oktober 1910 zu kündigen, worauf sich beide schließlich einigten. Die Gründe für das Zerwürfnis zwischen Brodmann und Vogt sind nicht geklärt. Nach seinem Abschied aus Berlin nahm Brodmann eine Stelle an der Klinik für Gemüts- und Nervenkrankheiten an der Universität Tübingen an, wo er sich habilitieren konnte und sich vom Assistenzarzt über Privatdozent, Oberarzt hocharbeitete und schließlich 1913 zum Professor berufen wurde. 1916 wechselte er nach Halle, um am Krankenhaus (Landesheilanstalt) Nietleben zu arbeiten. Dort lernte er die medizinisch-technische Assistentin Margarete Franke kennen, die er im April 1917 heiratete. Im Januar 1918 wurde ihre Tochter Ilse geboren.
Brodmann erhielt schließlich einen Ruf an die Ludwig-Maximilians-Universität München, wo er ab dem 1. April 1918 als Leiter der topographisch-histologischen Abteilung der Deutschen Forschungsanstalt für Psychiatrie, dem späteren Max-Planck-Institut für Psychiatrie, arbeitete. Bereits im August jedoch starb Brodmann im Alter von 49 Jahren nach kurzer Krankheit an den Folgen einer Sepsis. Es handelte sich dabei mutmaßlich um das Wiederaufflackern eines Infektes, den er sich ein Jahr zuvor bei einer Autopsie zugezogen hatte.
Die gut erhaltene Grabstätte Brodmanns und seiner Frau befindet sich auf dem Hauptfriedhof von Forst (Lausitz).

## Brodmann-Areale

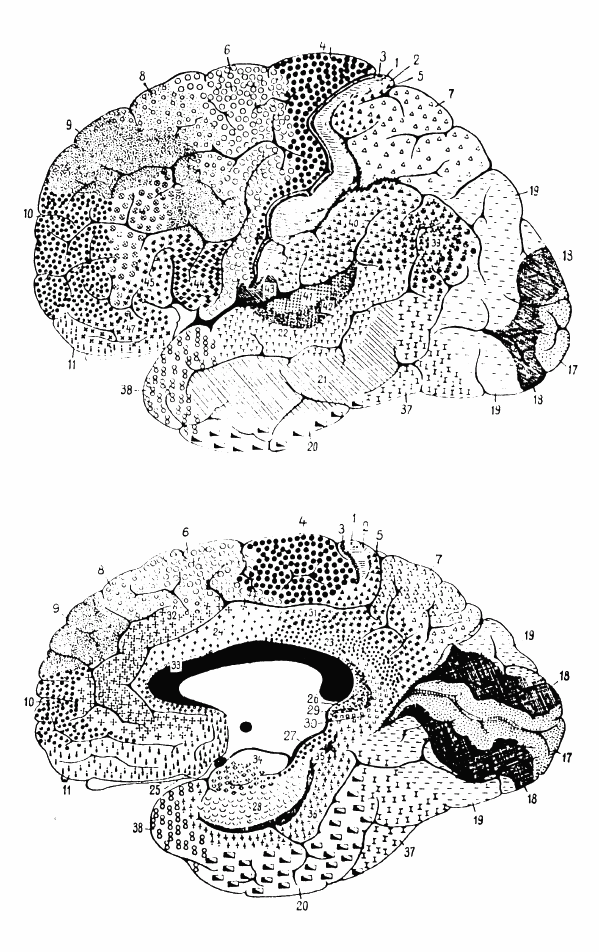

Nach diversen Vorpublikationen, unter anderem in den Jahren 1903 und 1908, publizierte Brodmann im Jahr 1909 seine abschließenden Ergebnisse zur Zellarchitektur der Großhirnrinde (Vergleichende Lokalisationslehre der Großhirnrinde in ihren Prinzipien dargestellt auf Grund ihres Zellenbaues). Er teilte die Großhirnrinde nach histologischen Kriterien in 52 Felder ein, die nach ihm heute als Brodmann-Areale benannt sind. Obwohl Brodmann bereits in Ansätzen die funktionelle Bedeutung der Parzellierungen erkannte (z. B. der Area 4 als Motokortex nach den Vorbeschreibungen von Exner, 1894, und Campbell, 1903), wurde für die meisten Areale erst später klar, was sie für die Funktion des Gehirns bedeuten. Zu den Arealen zählen zum Beispiel
- das Areal 4 des primär-motorischen Cortex auf dem Gyrus praecentralis des Frontallappens
- die Areale 41 und 42 auf dem Gyrus temporalis transversus Heschl, die die primäre und sekundäre Hörrinde im Temporallappen bilden
- die Areale 44 und 45 auf dem Gyrus frontalis inferior, Partes opercularis et triangularis: Broca-Areal
- die Areale 1, 2 und 3 des primären somatosensorischen Cortex auf dem Gyrus postcentralis des Parietallappens
- und das Areal 17 des primären visuellen Cortex im Sulcus calcarinus sowie die Areale 18 und 19 des sekundären visuellen Cortex im Occipitallappen.

## Rindenoberfläche
Die Arbeit der Neuroanatomen wie Brodmann hat klargemacht, dass die Rindenoberfläche, in Ergänzung zum einfacher messbaren Volumen, ein wichtiger Parameter in der Beschreibung des Gehirns ist. Erste Versuche dazu gab es ab der Mitte des 19. Jahrhunderts. Für die ersten systematischen und ausführlichen Messungen entwickelten Brodmann und sein Freund und Neuroanatom Henneberg-Neubabelsberg gemeinsam ein Verfahren, wofür die Rindenoberfläche mit Seidenpapier ausgelegt wurde. Eine bis heute verwendete Datenbank über eine breite Auswahl von Säugetieren veröffentlichte Brodmann im Jahr 1913.

## Museum
In seinem Geburtsort Hohenfels-Liggersdorf (Hauptstraße 30) befindet sich ein Museum mit seinem Namen.

## Werke
- Beiträge zur histologischen Lokalisation der Großhirnrinde. Erste Mitteilung: Die Regio Rolandica. In: J. Psychol. Neurol. Band 2, S. 79–107.
- Beiträge zur histologischen Lokalisation der Großhirnrinde. Sechste Mitteilung: Die Cortexgliederung des Menschen. In: J. Psychol. Neurol. Band 10, (Leipzig) 1908, S. 231–246.
- Vergleichende Lokalisationslehre der Grosshirnrinde: in ihren Principien dargestellt auf Grund des Zellenbaues. Johann Ambrosius Barth Verlag, Leipzig 1909 (Reprint 1985, ISBN 3-335-00010-2).
- Privatdozent Dr. K. Brodmann, Tübingen:  Physiologie des Gehirns. S. 85-426.   In  Neue Deutsche Chirurgie  Herausgegeben von  P. v .Bruns,  11. Band:  Die Allgemeine Chirurgie der Gehirnkrankheiten. I. Teil.  Bearbeitet von  Prof. Dr.  A. Knoblauch,              Prof. Dr. K. Brodmann  und  Priv.-Doz. Dr.  A. Hauptmann.  Redigiert von Prof. Dr. F. Krause.  Verlag von Ferdinand Enke in Stuttgart. 1914. (Insgesamt 580 Seiten + 10 Seiten Inhaltsverzeichnis).

## Bedeutung
Seine Arbeiten, die topologische Kartierung der Großhirnrinde in durchnummerierte Felder und Areale, sind bis heute gültig. 

„Brodmanns Werk hat durch die Einführung der modernen bildgebenden Verfahren eine Bedeutung erlangt, die weit über das hinausgeht, was Brodmann selbst erwartet hatte. Es gibt nur wenige wissenschaftliche Werke, die in unserer schnelllebigen Zeit und in der naturwissenschaftlichen Medizin so lange ihre Bedeutung behalten wie das Werk von Korbinian Brodmann“